# Razz

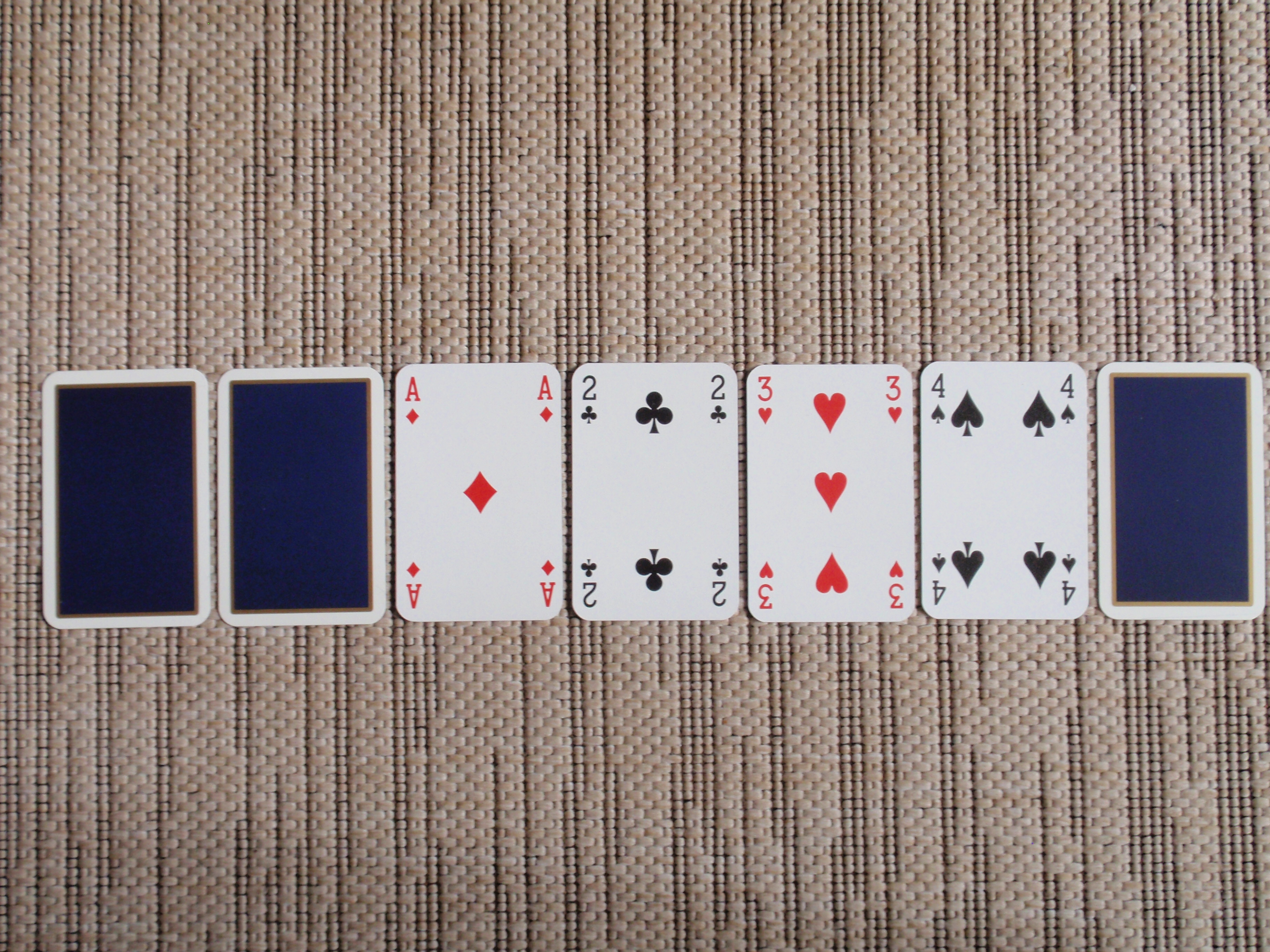
Egy nyerő variáció

A razz a póker egyik kevésbé elterjedt változata. 2-8 fő játszhatja egyszerre.

## A leosztás előtt
A Texas Hold'Emmel ellentétben nincsenek vakok, hanem minden játékos egy meghatározott összeget (ante) tesz be osztás előtt a kasszába. Minden játékos összesen hét lapot fog kapni, melyből három zárt és négy nyitott. 

## A játék menete
A játék sokban hasonlít a 7 card Stud-ra. Mindenki kap először három lapot, melyből kettő zárt (azaz csak Te látod) egy pedig nyitott (azaz mindenki számára látható). A licitet az kezdi, akinek a legnagyobb értékű a nyitott lapja. Egyforma lapok esetén a színek döntenek (legerősebb a pikk, azután a kőr, a káró és végül a treff). Az első licitálónak kötelező berakni a tétet, annyit dönthet csak, hogy a kis tétet, vagy csak annak a felét teszi be. A többiek tarthatják a tétet, emelhetnek vagy eldobják a lapjaikat. Egy licitkörben maximum háromszor lehet emelni. A Razz minden esetben limites.
A licitkör után minden, még játékban levő játékos, egy újabb nyitott lapot (Fourth Street) kap. Most már az a játékos kezdi a licitálást, akinek a legkisebb látható lapja(i) van(nak), és neki nem is kell feltétlenül hívnia. 
Ezután újabb nyitott kártya (Fifth Street) következik, majd egy újabb licitkör. Innentől kezdve mindig a magasabb téttel  kell licitálni. 
Ezek után mig minden játékos egy nyitott (Sixth Street) és egy zárt lapot kap (River). Természetesen minden lap után licitkör van. Ha túl sokan maradnak játékban az utolsó lapig, és nem jutna mindenkinek 7. lap, akkor az utolsó kártya közös lesz. Ez azt jelenti, hogy az asztal közepére kerül, mindenki látja, és mindenki felhasználhatja. Ha egy játékosnak bármikor sikerül az összes ellenfelével eldobatnia a lapjaikat, akkor ő viszi a kasszát, és nem kell megmutatnia a lapjait. Ha az utolsó kártya utáni licitkör végén is még kettő vagy több játékos van a leosztásban, akkor ők megmutatják a zárt lapjaikat. Az nyer akinek a legkisebb öt lapja van, melyek között nem szerepelhet két egyforma értékű lap. Ha egy vagy több játékosnak van ugyanolyan lapja, és ez a nyerő kéz akkor ők egyenlő arányban osztják szét egymás között a kasszát. A leosztás végi értékelésnél a színek nem számítanak.

## Weblinkek
- Pókersuli
- Pokerstars
- Póker.tlap.hu
- Razz játékszabályok
- Póker Akadémia